# Luigi Dallapiccola
Luigi Dallapiccola (Pazin, regió d'Ístria, a Croàcia, 3 de febrer, 1904 - Florència (Toscana, Itàlia), 19 de febrer, 1975) va ser un compositor i pianista italià.
Va ser un dels primers a Itàlia a arribar a la música dodecafònica a finals dels anys trenta. Les seves composicions es caracteritzen per un lirisme intens i profunds continguts espirituals i ideals.

## Biografia
Dallapiccola va néixer a Pazin, a l'aleshores Àustria-Hongria i avui a Croàcia, un petit poble del centre d'Istria, de pares d'origen trentino. Va passar la seva infantesa a la seva ciutat natal, mentre que més tard va estar a Graz, amb la seva família internada durant la Primera Guerra Mundial: el seu pare, director d'un institut italià de Pazin, era considerat un "element subversiu" i "políticament traïdor" per l'administració austrohongaresa, i com a tal es va veure obligat a l'exili. Malgrat les indubtables dificultats patides durant el confinament, el petit Luigi va tenir l'oportunitat d'assistir a nombroses representacions d'òpera al teatre de la ciutat d'Estíria, i van ser precisament els suggeriments rebuts durant aquelles representacions (en particular els rebuts d'obres wagnerianes) els que el van convèncer de voler convertir-se en compositor ell mateix.
En acabar el conflicte, un cop va tornar al seu Pazin natal, va començar els seus estudis musicals a la propera Trieste sota la direcció d'Alice Andrich Florio i Antonio Illersberg; És gràcies a aquest últim que Dallapiccola va "descobrir" el "Manual d'harmonia" d'Arnold Schönberg l'any 1921, una trobada que marcaria profundament tota la seva vida, fins al punt que anys més tard, comentant aquesta primera lectura del text schoenbergià, Dallapiccola evocarà a James Joyce citant la seva famosa frase "Com comença la vida".
Després d'obtenir el títol de batxillerat, l'any 1922 es va traslladar a Florència (la ciutat on va residir la resta de la seva vida) on va completar els seus estudis de piano amb Ernesto Consolo, i els seus estudis de composició inicialment sota la direcció de Roberto Casiraghi i Corrado Barbieri, i més tard de Vito Frazzi.
Els primers èxits importants en certàmens internacionals es remunten als anys 30, amb peces com la Partita per a orquestra, o Música per a tres pianos (Himnes). El 1938 es va casar amb Laura Luzzatto Coen (1911-1995), que aviat es convertiria en una figura indispensable per al desenvolupament del llenguatge de Dallapiccola. L'any 1940, per la seva clara fama, li van oferir la càtedra de composició del conservatori Cherubini de Florència; El mateix Dallapiccola va renunciar a aquest càrrec immediatament després de la guerra, tornant a la seva feina inicial (professor de "piano complementari"). Reacciona amb fermesa a les lleis racials de 1938, pensant en l'internament de la seva família a Graz durant la Primera Guerra Mundial amb conseqüències clarament visibles també en la seva producció musical: el mateix any va escriure els Canti di Prison, seguit de l'òpera Il Prisoner.
Després de la guerra la seva fama internacional va continuar creixent, per Europa i Amèrica, on entre altres coses va ser convidat a fer classes magistrals a Tanglewood (on va tenir com a estudiant el jove Luciano Berio), al "Queens College" de Nova York, a la Universitat de Califòrnia i d'altres llocs. L'any 1949 a Milà va estar entre els organitzadors del "Primer congrés internacional de música dodecanal", juntament amb Riccardo Malipiero i col·legues més joves com Camillo Togni i Bruno Maderna.
L'any 1968 es va representar a Berlín el seu Ulisses, una òpera basada en un llibret extret de l'Odissea, fruit de més de deu anys de treball que el compositor va definir com "el resultat de tota la meva vida" (també va ser el responsable d'una transcripció). de l'òpera Il ritorno di Ulisse in patria a la seva terra natal, de Claudio Monteverdi, representada entre altres coses durant la temporada de 1943 del Teatro alla Scala). L'any 1972 va compondre la peça Commiato per a veu i instruments, amb un títol profètic: serà la seva darrera composició. Luigi Dallapiccola va morir a Florència el 19 de febrer de 1975, a causa d'un edema pulmonar, a la seva casa de via Romana 34 (dins del Palazzo di Annalena).
Durant la seva vida, Dallapiccola va rebre nombrosos premis: el 1953 va ser membre de l'Acadèmia de Belles Arts de Múnic, posteriorment va ser nomenat membre de l'Acadèmia de les Arts de Berlín (1958), de la Royal Academy of Music de Londres (1969) i de la Acadèmia de Música i Art de Graz (1969). També va rebre el gran premi de música de la Terra de Renània del Nord-Westfàlia, el premi "Ludwig-Spohr" de la ciutat de Braunschweig, el premi "Moretti d'oro" de la regió de Friuli Venècia Julia, el "Prix Arthur Honegger". " a París (1972), el Premi Feltrinelli de música atorgat per l'Accademia Nazionale dei Lincei (1973) i el premi internacional d'art "Albert Schweitzer".
A més d'això, va rebre títols honorífics de la Universitat de Durham i la Universitat d'Edimburg (tots dos el 1973); el mateix any també va rebre l'honor de Cavaller Gran Creu de l'Orde al Mèrit de la República Italiana. El 21 de maig de 1976, el rector de la Universitat de Bolonya, Tito Carnacini, va atorgar a Luigi Dallapiccola i Goffredo Petrassi el títol honorífic en Disciplines de les Arts, la Música i l'Espectacle; per a Luigi Dallapiccola la seva dona Laura va recollir el diploma.
Està enterrat al cementiri florentí de Trespiano.

## Arxiu
La col·lecció Dallapiccola va ser dipositada l'any 1978 pels hereus al gabinet científic literari G. P. Vieusseux: forma part de l'Arxiu Contemporani "Alessandro Bonsanti". Posteriorment, l'any 1992, Laura Coen Luzzatto i Anna Libera Dallapiccola van decidir transformar el dipòsit en donació. L'any 1995, després de la mort de la seva vídua, la filla del mestre va donar a l'arxiu l'estudi de Dallapiccola, el seu piano, mobles i mobiliari juntament amb la biblioteca privada dels seus pares. Es va completar l'ordenació i arxivament dels escrits, la música i la bibliografia crítica i es va donar a conèixer l'inventari imprès editat per Mila De Santis (l'any 1996) (també una relació dels remitents de la correspondència a l'annex de l'inventari). Les descripcions de l'inventari (inclosos els escrits i la música de Dallapiccola i la literatura crítica sobre ell) també es poden cercar a la base de dades que es pot cercar en línia. La biblioteca està catalogada a l'opac Cabinet Vieusseux.

## Obres
Musica corale

- Due liriche del Kalewala per tenore, baritono, coro da camera e quattro percussionisti (1930)
- La canzone del Quarnaro per tenore e coro maschile (1930)
- Estate per coro maschile a cappella (1932)
- Sei cori di Michelangelo Buonarroti il giovane (1933-1936)
- Canti di prigionia per coro a voci miste e strumenti (1938-1941)
- Canti di liberazione per coro e orchestra (1951-1955)
- Requiescant per coro misto, coro infantile e orchestra, testi di Oscar Wilde e James Joyce (1957-1958)
- Tempus destruendi - Tempus aedificandi per coro misto a cappella (1970-1971)

### Musica vocale da camera
- Fiuri de tapo per voce e pianoforte, testo di Biagio Marin (1925)
- Caligo per voce e pianoforte, testo di Biagio Marin (1926
- Divertimento in quattro esercizi per soprano e cinque strumenti (1934)
- Tre laudi per soprano o tenore e 13 strumenti (1936-1937)
- Cinque frammenti di Saffo per soprano e orchestra da camera, nella traduzione di Salvatore Quasimodo (1942)
- Sex carmina Alcaei per soprano e 11 strumenti, nella traduzione di Salvatore Quasimodo (1943)
- Due liriche di Anacreonte per soprano e strumenti, nella traduzione di Salvatore Quasimodo (1945)
- Rencesvals: Trois Fragments de la Chanson de Roland per voce e pianoforte (1946 per la Radio-Télévision Belge de la Communauté Française di Bruxelles con Pierre Bernac e Francis Poulenc al pianoforte)
- Quattro liriche di Antonio Machado per voce e pianoforte (1948)
- Tre poemi per soprano e orchestra da camera, testi di James Joyce, Michelangelo Buonarroti e Manuel Machado (anche in versione per voce e pianoforte) (1949)
- Goethe Lieder per voce femminile e tre clarinetti (1953)
- Cinque canti per baritono e strumenti su poemi greci nella traduzione di Salvatore Quasimodo (1956)
- Preghiere per baritono e gruppo da camera, testo di Murilo Mendes (1962)
- Parole di San Paolo per mezzosoprano e 11 strumenti dalla Lettera prima ai Corinzi (1964)
- Sicut Umbra... per mezzosoprano e 15 strumenti, testo di Juan Ramón Jiménez (1970)
- Commiato per soprano e 15 esecutori, testo attribuito a Brunetto Latini (1972)

### Musica strumentale (solistica e cameristica)
- Musica per tre pianoforti (Inni) per tre pianoforti (1935)
- Piccolo concerto per Muriel Couvreux per pianoforte e orchestra (1939-1941)
- Tre episodi dal balletto "Marsia" per pianoforte (1942-1943)
- Sonatina canonica per pianoforte, sui Capricci di Paganini (1942-1943)
- Ciaccona, intermezzo e adagio per violoncello solo (1945)
- Due studi per violino e pianoforte (1947)
- Quaderno musicale di Annalibera per pianoforte (1952)
- Tartiniana seconda per violino e pianoforte (anche in versione per violino e orchestra), su temi di Tartini (1956)
- Dialoghi per violoncello e orchestra (1959-1960)
- Piccola musica notturna per gruppo da camera (flauto, oboe, clarinetto, celesta, arpa, violino, viola e violoncello) (anche in versione per orchestra) (1961)

### Musica orchestrale (con o senza solisti)
- Dalla mia terra per mezzosoprano, coro e orchestra (1928)
- Partita per soprano, coro e orchestra (1930-1932)
- Tre studi per soprano e orchestra da camera (1932)
- Rapsodia per voce e orchestra da camera (1932-1933)
- Due pezzi per orchestra (trascrizione di Due studi per violino e pianoforte) (1946-1947)
- Tartiniana per violino e orchestra, su temi di Tartini (1951)
- Piccola musica notturna per orchestra (anche in versione per gruppo da camera) (1954)
- Variazioni per orchestra (trascrizione di Quaderno musicale di Annalibera per pianoforte) (1954)
- An Mathilde per voce femminile e orchestra, testo di Heinrich Heine (1955)
- Tartiniana seconda o "Tartiniana II" per violino e orchestra (anche in versione per violino e pianoforte), su temi di Tartini (1957) Sergiu Celibidache dirige la prima esecuzione radiofonica nell'Auditorium Rai di Torino. Obra dedicada a Ida Haendel.
- Concerto per la notte di Natale dell'anno 1956 per orchestra da camera e soprano, testi di Jacopone da Todi (1956-1957)
- Three questions with two answers per orchestra (1962)

### Opere teatrali e balletti
- Volo di notte, opera in un atto su testo del compositore (da Vol de nuit di Antoine de Saint-Exupéry) (1940)
- Marsia, balletto drammatico in un atto (1943)
- Il prigioniero, opera in un atto, libretto del compositore (tratto da La torture par l'esperance di Villiers de l'Isle-Adam) (1944-1948)
- Job, sacra rappresentazione per solisti, recitante, coro e orchestra, testo del compositore (dal Libro di Giobbe) (1950 al Teatro Eliseo di Roma diretta da Fernando Previtali con Scipio Colombo)
- Ulisse, opera in un prologo e due atti e 13 scene, libretto del compositore (tratto da Omero) (1968) diretta da Lorin Maazel con José van Dam nel Deutsche Staatsoper di Berlino